# Crowley Broadcast Analysis

Logotipo da Crowley.

Crowley Broadcast Analysis é uma empresa que monitora as rádios, para informações musicais e de veiculação publicitária, do Brasil desde 1997. 

## História
Crowley Broadcast Analysis foi fundada em 1997, e desde agosto de 2009 fornece também as paradas para a revista Billboard Brasil que se baseia na grade-básica de rádios com mais de 350 emissoras, pesquisadas em 14 cidades brasileiras e 3 mesorregiões , de um total de quase 800 emissoras monitoradas para publicidade em mais de 70 municípios.A CROWLEY é uma empresa multinacional especializada em monitoração eletrônica de rádio.

## Cobertura Atual
Atualmente, presente nas 14 principais cidades do país além de 3 mesorregiões com filiais próprias. As cidades são: São Paulo, Rio de Janeiro, Campinas, Ribeirão Preto, Brasília, Belo Horizonte, Curitiba, Porto Alegre, Recife, Salvador, Florianópolis, Fortaleza, Goiânia, Campo Grande, Cuiabá e as mesorregiões do Triângulo Mineiro, Vale do Paraíba e Litoral Paulista.

Atua como uma empresa de auditoria independente, fornecendo relatórios que permitem análises de dados bem como auditorias que comprovam a irradiação de músicas e comerciais em cada emissora de rádio.
Utilizando a mesma tecnologia empregada na monitoração de músicas no rádio, a de comerciais também disponibiliza relatórios com a qualidade, horário e radio que o spot foi veiculado.

## Serviços
A empresa fornece informações para o mercado fonográfico, incluindo-se Majors, Independentes, empresários do lado musical, sendo padrão de mensuração da indústria da música brasileira. O segmento autoral também é favorecido pelo serviço através de Editoras Musicais e Ecad que utilizam dados como parte do rateio da distribuição de direitos de execução pública em rádios. No mercado publicitário oferece a maior cobertura de Checking de publicidade em rádio tendo como portfólio as maiores Agências de Publicidade do lado dos comeriais. Desde agosto de 2009 passou a fornecer também  as paradas para a revista Billboard Brasil que se baseia na grade básica de rádios com mais de 350 emissoras.
A Crowley Broadcast Analysis possui três serviçoes principais, são eles:
- MediaSpot, atende as agências de publicidades, anunciantes e rádios com os serviços de Clipping e Checking do conteúdo comercial das rádios.[6]

- MusicMedia são destinados aos profissionais de gravadoras, selos independentes, produtores musicais, empresários, produtores de eventos e shows, editoras musicais, imprensa especializada (jornais, revistas, TVs e rádios).[7]

- O Flex Access é um serviço de distribuição de conteúdo gratuito para os radiodifusores criado para garantir que todas as rádios do país estejam em dia com o mercado. O site mantém atualizado um grande número de materiais dentre músicas, comerciais, notícias e programas.

Semanalmente a Crowley gerava para o site do GPR dois relatórios gratuitos e exclusivos: o Top 20 das músicas mais executadas no Brasil e um relatório com os maiores anunciantes da semana do meio rádio apurado segundo a vinculação nas emissoras de rádio de seis capitais brasileiras.
Atualmente é gerado um Top 5 das músicas mais executadas no Brasil na última semana e um Top 20 com os maiores anunciantes.

## Crowley Charts
Em 2018, a empresa lança o site Crowley Charts, que compila tabelas que eram divulgadas semanalmente pela Billboard Brasil. O site disponibiliza o Top 100 Brasil, com as 100 canções mais executadas da semana, e tabelas com as 10 canções mais tocadas por gênero (Pop Nacional, Pop Internacional, Pop/Rock Nacional, Pagode, Sertanejo, Forró, Funk/Black Music/Rap, Latino e MPB).